# Лейди Зи
„Лейди Зи“ е български игрално-телевизионен филм (психологическа драма) от 2005 година на режисьора Георги Дюлгеров, по сценарий на Марин Дамянов и Георги Дюлгеров. Оператор е Радослав Спасов. Музиката във филма е композирана от Мира Искърова, Христо Намлиев. Художник Ванина Гелева..

## Актьорски състав
Повечето роли във филма се изпълняват от непрофесионални актьори и деца от домове за сираци:
| В главните роли                           | Изпълнител              |
| ----------------------------------------- | ----------------------- |
| Златина (Лейди Зи)                        | Анелия Гърбова          |
| Найден Петков, шампион по спортна стрелба | Иван Бърнев             |
| Лечко, циганче, приятел на Златина        | Павел Паскалев          |
| Важното (VIP) лице                        | Руси Чанев              |
| Златина като дете                         | Ванина Червенкова       |
| Лечко като дете                           | Исус Бориславов         |
| „Балъка“                                  | Емил Стефанов           |
| дарителка                                 | Елизавета Боева         |
| възпитателка                              | Павлина Ангелова        |
| Ваня                                      | Христоса Цанева         |
| градски сводник                           | Яни Бояджи              |
| орисница                                  | Елица Дюлгерова         |
| орисница                                  | Кристина Грозева        |
| проститутка                               | Ема Константинова       |
| „Ореха“                                   | Иван Стойчев-Македонеца |
| купувач                                   | Руси Люцканов           |
| каналджия                                 | Николай Тодоров         |
| майката                                   | Красимира Николова      |
| бабата                                    | Цветана Желева          |
| гъркинята                                 | Борислава Танева        |
| Поли                                      | Павлина Петрова         |
| голямата Нина                             | Нина Маринова           |
| малката Нина                              | Нина Алфредова          |
| Троянка                                   | Троянка Симеонова       |
| Лидия                                     | Лидия Александрова      |
| барман                                    | Кирил Узунов            |
| бияч                                      | Влатко Тодоровски       |
| бияч                                      | Димитър Сарджев         |
| посетител                                 | Момчил Момчилов         |
| инструктор                                | Константин Кишев        |
| инструктор                                | Ростислав Костов        |
| кмет                                      | Красимир Хаджиминчев    |
| рожденик                                  | Иван Симеонов           |
| Мадам                                     | София Ашикян            |